# Yvan Goor
Yvan Goor (Verviers, 30 november 1884 - Luik, 20 maart 1958) was een Belgisch wielrenner en motorcoureur.

## Levensloop
Goor was aanvankelijk actief als wielrenner in het stayeren. Zijn vader fungeerde hierbij als gangmaker. Tijdens een race in het Duitse Maagdenburg in 1906 kwam deze zwaar ten val, waardoor ze de rest van het seizoen niet konden afmaken. Goor werd tweemaal Belgisch kampioen in deze discipline, met name in 1910 en 1911. In 1921 stopte hij met wielrennen. 
Enkele jaren later (1924) werd hij actief in de motorsport. Hij werd tweemaal Europees kampioen wegrace bij de 175 cc, met name in 1930 (tijdens de Grand Prix-wegrace van België) en in 1934 (tijdens de TT Assen). In 1931 werd hij in de Grand Prix-wegrace van Frankrijk vice-Europees kampioen.